# A Child of Our Time
A Child of Our Time (deutsch Ein Kind unserer Zeit) ist ein Oratorium des englischen Komponisten Michael Tippett (1905–1998), das in den Jahren 1939 bis 1941 entstanden ist. In seinem Zentrum steht die anonymisierte Geschichte des 17-jährigen Juden Herschel Grynszpan, der am 7. November 1938 den deutschen Botschaftssekretär Ernst vom Rath in der deutschen Botschaft in Paris erschossen hat, was den Nationalsozialisten einen willkommenen Vorwand für eine das ganze Land überziehende Welle antisemitischer Gewalt, die Novemberpogrome lieferte. Es war das im 20. Jahrhundert eskalierende Schicksal der politisch-rassisch Verfolgten, das Tippett veranlasste, das drängende Problem seiner Zeit in überzeitlich gültiger Form darzustellen. Das Oratorium wurde am 19. März 1944 in London erstmals aufgeführt.

## Zum Werk
The darkness declares the glory of light – Die Dunkelheit kündet von der Herrlichkeit des Lichts. Dieses Motto hat Tippett seinem wohl wichtigsten und bekanntesten Werk vorangestellt. Sein während der ersten Jahre des Zweiten Weltkriegs komponiertes Oratorium A Child of Our Time wollte Tippett trotz des darin ausgedrückten massiven Protestes gegen Diktatur, Rassismus und Unterdrückung auch als Versöhnungswerk verstanden wissen. Gemäß den dualistischen Thesen C. G. Jungs gab er der Überzeugung Ausdruck, dass das Böse und Gute stets zusammengehören, so wie Licht und Schatten sich wechselseitig bedingen.

### Titel
Der Titel Ein Kind unserer Zeit geht auf einen Romantitel von Ödön von Horváth (1938) zurück, in dem die Geschichte eines am sinnlosen Krieg verzweifelnden Soldaten geschildert wird. Obwohl der zentrale Teil des dreiteiligen Oratoriums konkret auf die historische Geschichte Herschel Grynszpans – des Kindes unserer Zeit – Bezug nimmt, hat Tippetts eindringliche Botschaft durch ihre emotionale Sprache auch heute nichts an Aktualität und Ausstrahlungskraft verloren.

### Anlass
Am Vormittag des 7. November 1938 kaufte sich der 17-jährige jüdische Jugendliche Herschel Grynszpan in Paris einen Revolver und verübte damit ein Attentat auf den Botschaftssekretär Ernst vom Rath. Zwei von den fünf Schüssen trafen tödlich. Sein Motiv ist bis heute umstritten, jedenfalls war er verzweifelt über die Deportation seiner in Hannover lebenden Eltern und engsten Angehörigen. Das Attentat wurde von den Nationalsozialisten zum willkommenen Vorwand für eine das ganze Land überziehende, von der Partei durchorganisierte Welle antisemitischer Gewalt und Zerstörungswut, die Reichskristallnacht vom 9. November.
Für Tippett wurden diese Vorgänge – von denen er durch einen Zeitungsartikel am 26. November erfuhr – zum unmittelbaren Anlass, mit der Konzeption von A Child of Our Time zu beginnen. „Das Werk begann sich gemeinsam mit den Schüssen selbst und dem Splittern des Glases in der ‚Kristallnacht‘ zusammenzufügen“, sagte Tippett später selbst darüber. Er hatte bereits vorher Pläne für ein größeres Oratorium oder eine Oper, unter anderem über den Osteraufstand in Irland 1916, nun wurde er durch die aktuelle politische Entwicklung thematisch in eine andere Richtung gedrängt. Unabhängig vom konkreten Inhalt – das Kind unserer Zeit bleibt im Oratorium anonym – sollte sein Werk eine unzweideutige Stellungnahme für die Unterdrückten, Armen und gesellschaftlich Ausgeschlossenen sein, deren Leben er durch eigene Erfahrungen kennengelernt hatte.

### Text
Als Tippett mit der groben Planung und Konzeption zu A Child of Our Time fertig war, bat er T. S. Eliot (1888–1965), den Text für sein Werk zu schreiben. Der britische Dichter war ein Freund Tippetts und lebte ebenfalls in der Nähe von Oxted südlich von London. Dazu fertigte Tippett eine Skizze an, in der er detailliert aufführte, wie er sich den Text vorstellte. Daraufhin riet Eliot Tippett den Text selbst zu schreiben, da er bereits einen Teil geschrieben habe und niemand den Text für sein Werk besser schreiben könne als Tippett selbst. Außerdem sei die Musik selbst so stark, dass nicht viele dichterische Worte nötig seien, um den Inhalt greifbar zu machen. Eliot empfahl Tippett deshalb, den Text so simpel wie möglich zu gestalten, denn Poeten würden mit Worten nur das tun, was bereits Aufgabe der Musik sei. So ließ sich Tippett dann zwar von Dichtern wie z. B. Wilfred Owen („The Seed“) inspirieren, aber schrieb den Text zu A Child of Our Time letztendlich selbst. Genauso verfuhr er von da an mit all seinen weiteren Oratorientexten und Opernlibretti.

### Konzeption
Grundlage für Tippetts kompositorischen Ansatz waren unter anderem die Passionen Bachs und Händels Messias. Der Messias war Vorbild für die formale Gestaltung des Oratoriums, dessen 30 Nummern ebenfalls in drei Hauptteile gegliedert sind. Der zentrale Teil enthält die eigentliche dramatische Handlung, während im ersten und dritten Teil über die Thematik in allgemeiner Form reflektiert wird.
Ähnlich wie in den Kantaten und Oratorien Bachs werden als musikalische Formen vier- bis achtstimmige Chöre, Rezitative (Bass) und Arien für die verschiedenen handelnden, erzählenden oder reflektierenden Personen verwendet. Es gibt nur zwei mehrstimmige Nummern für Solisten, das Solo-Quartett Nr. 15 Scena: The Mother, the Uncle and Aunt, and the Boy. und das Bass-Alt-Duett Nr. 17 The boy becomes desperate in his agony. – A curse is born …. Turba-Chöre beschreiben die Aktionen und Emotionen der Massen, andere kunstvoll kontrapunktisch gesetzte Chöre meditieren über das Geschehen. Anstelle der bei Bach üblichen lyrisch-betrachtenden Choräle verwendet Tippett traditionelle Negro-Spirituals (siehe unten).
Tippett hatte sich mit der Psychologie C. G. Jungs (1875–1961) intensiv auseinandergesetzt. So spielen bestimmte Elemente der Jungschen Psychologie, wie z. B. die komplementäre oder dualistische Existenz von Gut und Böse, die Grenzen der Rationalität und der Verlust der seelischen Grundlagen des modernen Menschen bei der Konzeption des Oratoriums eine bedeutende Rolle. Auch die Archetypen werden aufgegriffen: So stellt die Alt-Stimme im zweiten Satz die Anima dar, die das „Weibliche“ im Menschen beschreibt. Die Auffassung der angestrebten Einheit von Bewusstsein und Unterbewusstsein teilte Tippett ebenfalls und ließ sie in seinen Text miteinfließen: “I would know my shadow and my light, so shall I at last be whole”. („Ich müsste meinen Schatten und mein Licht kennen, damit ich endlich vollständig/heil sein werde.“)

### Besetzung
Der vollständige Titel des Werkes lautet A Child of Our Time. Oratorio for Soli, Chorus and Orchestra with Text and Music by Michael Tippett. Die Solisten sind Sopran, Alt, Tenor und Bass, dazu ein vier- bis achtstimmiger gemischter Chor und Orchester.
Den Solisten sind keine festen Rollen zugeteilt. Zwar erscheint der Bass hauptsächlich als Narrator, er tritt aber auch im Ensemble in Erscheinung. Das Gleiche gilt vom Tenor, dem primär die Rolle des Child zugeteilt ist. Die Sopranistin tritt als seine Mutter, die Altistin als Tante auf, beide haben allerdings auch allgemein betrachtende Funktion.
Ähnlich vielfältig ist die Rolle des Chors. Er steht inhaltlich in der Rolle der Verfolger und Verfolgten, der Hartherzigen und Leidenden, der Hasser und Gehassten. Er gibt die Stimmung zu Beginn der drei Hauptteile vor. Zum Schluss ist er gleichbedeutend mit der ganzen bangenden und hoffenden Menschheit.
Neben dem vier- bis achtstimmigen Chor und den Solostimmen kommt ein Orchester aus Streichern, 2 Flöten, 2 Oboen, Englisch-Horn, 2 Klarinetten, 2 Fagotti, Kontrafagott, 4 Hörnern, 3 Trompeten, 3 Posaunen und Schlagwerk zum Einsatz. Eine Aufführung des Oratoriums dauert in der Regel 70 Minuten, je 25 für den ersten und zweiten Teil, 20 Minuten für den dritten Teil.

### Teil I
Der erste Teil des Oratoriums führt grundsätzlich in die Thematik ein und gibt eine zeitgeschichtliche Zustandsbeschreibung. Zunächst greift Tippett auf eine Jahreszeitenmetaphorik zurück, die die Kälte und Düsternis der Welt im Eingangschor zum Ausdruck bringt:
The world turns to its dark side. It is winter.
Die Welt wendet sich zu ihrer dunklen Seite. Es ist Winter.
Ein Altsolo beschreibt den seelenlosen Zustand der Welt, worauf der Chor das Verhältnis von Gut und Böse und die Grenzen der Rationalität thematisiert:
Is evil then good? Is reason untrue?
Ist Böses denn gut? Ist Vernunft ein Irrtum?
Ob dies im Jung’schen Sinne gemeint ist (notwendige Dualität von Gut und Böse, Grenzen der Rationalität) oder ob es bedeutet: „Böses kann doch jetzt nicht als Gutes gelten“, „Vernunft und Rationalität können sich nicht plötzlich als falsch erweisen“ bleibt für den Zuhörer bewusst in der Schwebe. Die Betrachtung gipfelt in der Erkenntnis des Verlorenseins und der existenziellen Gefährdung sowie der Vision eines „großen Gemetzels“. Chor:
We are lost. We are as seed before the wind. We are carried to a great slaughter.
Wir sind verloren. Wir sind wie die Saat vor dem Wind. Uns erwartet ein großes Gemetzel.
Auf die Schilderung der Zustände durch einen Erzähler (Bass) „In jedem Land gab es Ausgestoßene… Pogrome im Osten, Lynchjustiz im Westen, Hungerkrieg in Europa“ antwortet der Chor der Unterdrückten:
When shall the usurers’ city cease? And famine depart from our fruitful land?
Wann kommt das Ende der Wucherherrschaft? Wann verlässt der Hunger unser fruchtbares Land?
Dennoch gibt es auch zaghafte Hoffnungen auf eine Verbesserung der Zustände.

### Teil II
Der zweite Teil schildert das folgenreiche Geschehen des Pariser Attentats. Der Chor gibt das Thema in messianischen Worten vor, erstmals tritt das Kind unserer Zeit in Erscheinung:
A star rises in mid-winter. Behold the man! The scape-goat. The child of our time.
Ein Stern geht auf mitten im Winter. Sieh’ da, der Mensch! (Ecce homo!) Der Sündenbock! Das Kind unserer Zeit.
Die Form dieses Teils erinnert besonders an die Passionen Bachs: die Handlung wird von den Rezitativen des Erzählers vorangebracht, Turba-Chöre wie der Doppelchor der Verfolger und Verfolgten geben die aufgeputschten und ängstlichen Gefühle der Massen wieder:
Persecutors: Away with them! Curse them! Kill them. They infect the state. –
Persecuted: Where? Why? How? We have no refuge.
Verfolger: Weg mit ihnen! Verflucht sie! Bringt sie um! Sie vergiften den Staat. –
Verfolgte: Wohin? Warum? Wie? Wir finden nirgends Zuflucht.
Als Gegenstück zu den Bachschen Choralsätzen werden von Tippett kunstvoll geformte traditionelle Spirituals eingesetzt. Der Chor der Selbstgerechten beschreibt drastisch die geistige Haltung derer, die eine rettende Aufnahme der vom Nationalsozialismus Verfolgten im eigenen Land ablehnen:
We cannot have them in our Empire. They shall not work nor draw a dole. Let them starve in No-Man’s-Land!
Wir können sie nicht in unserem Land aufnehmen. Sie sollen nicht arbeiten oder Arbeitslosengeld bekommen. Lasst sie im Niemandsland verhungern!
Der emotionale Höhepunkt des zweiten Teils ist ein Briefwechsel zwischen dem Knaben und seiner Mutter. Aber die Warnungen und Ängste der Mutter können Herschel nicht von seinem Plan abbringen, er erschießt den Beamten. Es folgt die Rache, die der hasserfüllte Terrorchor, ein musikalisches Glanzlicht des ganzen Werkes, drastisch zum Ausdruck bringt:
Burn down their houses! Beat in their heads! Break them in pieces on the wheel!
Brennt ihre Häuser nieder! Schlagt ihnen die Köpfe ein! Brecht sie in Stücke auf dem Rad!
Der zweite Teil endet mit den Klageliedern von Sohn und Mutter.

### Teil III
Im dritten Teil wird schließlich die Frage gestellt, welche moralischen Konsequenzen – falls überhaupt – aus dem Geschehenen gezogen werden können. Über das Erfahrene wird meditiert und der Hörer im Vertrauen auf Gott auf eine bessere Zukunft eingestellt. Wiederum gibt der Eingangschor die Stimmung vor:
The cold deepens. The world descends into the icy waters where lies the jewel of great price.
Die Kälte wird immer größer. Die Welt versinkt in eisigen Wassern, dort aber liegt ein Juwel von großem Wert.
Danach gibt der Soloalt Aussicht auf Erlösung, der Weise (Bass) folgt mit Worten der Hoffnung: Des Winters Frost gibt innere Wärme und ist die geheime Keimstätte des Samens (der neue Frucht hervorbringt). Auf diese positiven Verheißungen antwortet der Chor mit Ungeduld:
How shall we have patience for the consummation of the mystery? Who will comfort us in the going through?
Wie sollen wir Geduld aufbringen bis zur Vollendung des Mysteriums? Wer tröstet uns in der Zwischenzeit?
Die zweifelnden Menschen (Chor) und der Weise setzen ihre Zwiesprache über die Macht des Schicksals fort. Die bange Frage des Chors nach dem Geschick des Knaben
… what of the boy then? What of him?
… und was ist mit dem Knaben? Was wird aus ihm?
beantwortet der Weise, in dem er das Kind unserer Zeit als Beispiel für die Menschheit darstellt:
He, too, is outcast, his manhood broken in the clash of powers. God overpowered him – the child of our time.
Auch er ist ein Ausgestoßener, sein Menschentum ist zerbrochen im Zusammenprall der Kräfte. Gott überwältigte ihn – das Kind unserer Zeit.
Das Finale bilden der tröstende Chor, der noch einmal die dualistische Sicht C. G. Jungs ausbreitet
I would know my shadow and my light, so shall I at last be whole.
Ich wollte meinen Schatten und mein Licht kennenlernen, damit ich endlich vollständig (heil) sein werde.
und das abschließende Spiritual Deep river, wodurch ein religiös-hoffnungsvoller Schlusspunkt gesetzt wird.

### Musik
Die musikalisch-künstlerischen Mittel zur Darstellung des weiten Spannungsbogens sind vielfältig. Sie reichen von der klaren und einfachen Tonalität der Spirituals über komplexe rhythmische Abschnitte – z. B. Nr. 6 I have no money, die Sopran-Arie Nr. 23 The mother und die Alt-Arie Nr. 27 The soul of man – bis hin zu grenztonalen Bildungen wie etwa im mitreißenden Doppelchor der Verfolger und Verfolgten (Nr. 11).
Besonders wichtige inhaltliche oder formale Anliegen werden häufig durch kunstvolle kontrapunktische Arbeit hervorgehoben, wie z. B. die streckenweise kanonisch geführte Terror-Fuge Nr. 19 Burn down their houses!. Der Klagegesang des Jünglings im Gefängnis (Nr. 22) erfährt eine beklemmende Verdichtung durch den vierstimmigen Kanon in den Geigen und Flöten als Vor- und Zwischenspiel. Der Eingangschor des dritten Teils The cold deepens weitet die Tonalität bis zum Zerreißen. Das feine Holzbläser-Präludium, das die vorletzte Nummer 29 einleitet, ist ein 16-taktiger strenger Quintkanon für zwei Flöten und Englisch-Horn und ein dramaturgisches Meisterstück von hoher Ausdrucksintensität. Der hier verwendete Kunstgriff der Verklammerung zweier Nummern wird von Tippett mehrfach im Verlauf seines Werkes herangezogen. Der Schlusschor (Nr. 29) wird wiederum nahtlos mit dem abschließenden Spiritual Deep river verknüpft. Dessen einstimmige Pianissimo-Kadenz II want to cross over into camp ground liefert eine Zusammenfassung der schließlich versöhnenden und tröstenden Idee des gesamten Oratoriums.
Von der zunächst geplanten Verwendung lutherischer Choräle – wie sie in den Passionen Bachs eingesetzt werden – nahm Tippett wieder Abstand, da ihm ihr appellierender Charakter in der Aussage zu begrenzt erschien. Tippett wollte mit seiner Musik die Zuhörer unmittelbar ansprechen und berühren und setzte deswegen zur Gliederung und an den Gipfelpunkten des Werks insgesamt fünf traditionelle Spirituals ein:
- Steal away, steal away to Jesus (Nr. 8)
- Nobody knows the trouble I see, Lord! (Nr. 16)
- Go down Moses, way down in Egypt land (A Spiritual of Anger, Nr. 21)
- O by and by … (Nr. 25)
- Deep river, my home is over Jordan (Nr. 30)

Tippett hielt die Spirituals auf Grund ihrer Herkunft als Gesänge der unterdrückten schwarzen Sklaven für eine zeitgemäße und universell verständliche Form, zumal das Werk nicht nur die Judenverfolgung thematisiert, sondern – so Tippett – „allgemein das Schicksal derjenigen behandelt, die abgelehnt werden, abgedrängt aus dem Mittelpunkt des gemeinschaftlichen Lebens an den Rand der Gesellschaft: in Slums, Konzentrationslager, Ghettos.“ In den Spirituals scheint zwar jeweils die Originalmelodie mit ihrer rhythmischen Gliederung durch, jedoch werden diese in einen kunstvollen mehrstimmigen Satz eingekleidet, der das Vorbild Händels erkennen lässt. Später hat Tippett die fünf Spirituals zu A-cappella-Chorsätzen für achtstimmigen gemischten Chor bearbeitet.

## Aufführung und Wirkung

### Uraufführung
Insbesondere der Komponist Benjamin Britten und der Tenor Peter Pears machten ihren Einfluss für eine Aufführung von Tippetts Oratorium geltend. Erstmals erklang A Child of Our Time am 19. März 1944 im Adelphi Theatre in London mit Joan Cross, Margaret McArthur, Peter Pears, Roderick Lloyd, diversen Chören und dem London Philharmonic Orchestra unter der Leitung des deutschen Emigranten Walter Goehr. Der Erfolg war nachhaltig, wenn zunächst auch manche an der Komplexität der musikalischen Struktur Anstoß nahmen. „Es enthält viel wahrlich Schönes, aber man kann es sich nicht leicht beim ersten Hören aneignen“, schrieb der Komponist Lennox Berkeley nach der Uraufführung an Britten.
1994, zum 50-jährigen Jubiläum der Uraufführung, gab es geradezu eine Welle von Inszenierungen in ganz Europa, darunter auch die deutsche Erstaufführung der Münchner Symphoniker mit dem Markus-Chor München am 22. März. Die Berliner Erstaufführung fand 1995 – 50 Jahre nach Kriegsende – mit dem Deutschen Symphonie-Orchester Berlin unter Vladimir Ashkenazy und dem Rundfunkchor Berlin statt, in Anwesenheit des Komponisten.
Eine Aufnahme von Dezember 2007 mit dem London Symphony Orchestra und Chor unter Leitung von Sir Colin Davis war 2009 für den Grammy Award (Best Choral Performance) nominiert.

### Nachwirkung
Tippetts A Child of Our Time ist eine Mahnung zu Toleranz, Humanität und Gerechtigkeit, die in dieser eindeutigen Aussage und universellen Verständlichkeit in der neueren Musik nur wenige Gegenstücke hat. Als das Libretto für A Child of Our Time 1939 abgeschlossen war, konnte Tippett das ganze Ausmaß der noch folgenden nationalsozialistischen Gräueltaten noch nicht erahnen, da der Zweite Weltkrieg erst an seinem Anfang stand und die Kenntnisse über den Holocaust nur nach und nach durchsickerten. Umso erstaunlicher sind seine prophetischen Visionen des tatsächlichen Unheils.
Das Werk bedeutete für Tippett persönlich einen Durchbruch und war der Beginn seiner internationalen Anerkennung als Komponist. Bereits während der Arbeit an seinem Werk wusste Tippett nach eigenem Bekunden, dass

„dies der Wendepunkt in meinem kompositorischen Schaffen war, sowohl in technischer Hinsicht – ich hatte gelernt, wie ich umfangreiche dramatische Formen bewältigen konnte – als auch in thematischer Hinsicht: denn jetzt hatte ich endlich meine wahre Rolle gefunden, wie ich diesen Blues des 20. Jahrhunderts singen wollte.“

A Child of Our Time drang bald über England hinaus und eroberte nach dem Zweiten Weltkrieg den europäischen Kontinent und Nordamerika. Es wurde zu Tippetts meistaufgeführter Komposition. Zum Erfolg des Oratoriums äußerte sich Tippett selbst im Jahre 1987:

„Es ist vielleicht der Traum eines jeden Komponisten, dass eines seiner Werke ein Publikum in der ganzen Welt erreicht. In meinem Fall scheint ‚A Child of Our Time‘ seine Botschaft wirklich in alle Teile der Welt gebracht zu haben. Als es 1962 in Tel Aviv gegeben wurde, befand sich Grynszpans Vater unter den Zuhörern, nachweislich bewegt von dem Werk, das die folgenreiche Tat seines Sohnes 24 Jahre zuvor angeregt hatte. Aber das Werk handelt nicht nur von der Verfolgung der Juden durch die Nazis, sondern wie ich festgestellt habe, beziehen es die Menschen ständig auf ihre eigenen Belange und Probleme. Als ich es 1981 in Atlanta dirigierte, betrachteten es die überwiegend schwarzen Mitglieder des Chores als ein Stück über ihre eigenen Kämpfe gegen Schikanen und Rassismus. Im Brasilien des Jahres 1985 schien es von einer bedrückenden Relevanz für die verlassenen, ungewollten Kinder zu sein. 1986 leitete André Previn eine Aufführung des Oratoriums in der Royal Festival Hall in London. Zufällig befand sich ein deutscher Arzt im Auditorium, der an einer AIDS-Konferenz teilnahm. Er schrieb mir später, dass er gar nicht anders konnte, als das Stück auf die Lage hunderttausender AIDS-Kranker zu beziehen, die jetzt in vielen Ländern zu Opfern von Diskriminierung und Ächtung werden.“

## Die Satzfolge
First part
- Chorus: The world turns on its dark side
- The Argument & Interludium: Man has measured the heavens
- Scena: Is evil then good?
- The Narrator: Now in each nation there were some cast out
- Chorus of the Oppressed: When shall the userer’s city cease?
- Tenor Solo: I have no money for my bread
- Soprano Solo: How can I cherish my man?
- A Spiritual: Steal away to Jesus

Second part
- Chorus: A star rises in midwinter
- The Narrator: And a time came
- Double Chorus of Persecutors and Persecuted: Away with them!
- The Narrator: Where they could, they fled
- Chorus of the Self-righteous: We cannot have them in our Empire
- The Narrator: And the boy’s mother wrote
- Scena: The Mother, the Uncle and Aunt, and the Boy: O my son!
- A Spiritual: Nobody knows the trouble I see
- Scena; Duet: The boy becomes desperate
- The Narrator: They took a terrible vengeance
- Chorus: The Terror: Burn down their houses!
- The Narrator: Men were ashamed
- A Spiritual of Anger: Go down, Moses
- The Boy Sings in his Prison: My dreams are all shattered
- The Mother: What have I done to you, my son?
- Alto Solo: The dark forces rise
- A Spiritual: By and by

Third part
- Chorus: The cold deepens
- Alto Solo: The soul of man
- Scena: The words of wisdom
- General Ensemble: I would know my shadow and my light
- A Spiritual: Deep river

### Oratorienführer
- Guido Krawinkel: Tippett: A Child of Our Time. In: Silke Leopold, Ullrich Scheideler: Oratorienführer. J.B. Metzler, Stuttgart/Weimar 2000, ISBN 3-476-00977-7. (Eine Hauptquelle des vorliegenden Artikels.)
- Hans Gebhard (Hrsg.): Harenberg Chormusikführer. Vom Kammerchor bis zum Oratorium. Harenberg, Dortmund 1999, ISBN 3-611-00817-6.
- Werner Oehlmann, Alexander Wagner: Reclams Chormusik- und Oratorienführer. 7. Auflage. Reclam, Stuttgart 1999, ISBN 3-15-010450-5. (Quelle für die Details der musikalischen Mittel.)

### Zu Tippett
- Meinhard Saremba: Elgar, Britten & Co. Eine Geschichte der britischen Musik in zwölf Porträts. M&T Verlag, Zürich/St. Gallen 1994, ISBN 3-7265-6029-7. (Daraus alle Tippett-Zitate.)
- Thomas Schulz: Tippett, Michael. In: Horst Weber (Hrsg.): Metzler Komponisten Lexikon. Metzler Stuttgart/Weimar 1992, ISBN 3-476-00847-9.
- David Clark: Tippett, Michael. In: Ludwig Finscher (Hrsg.): Musik in Geschichte und Gegenwart (MGG). Personenteil. Band 16. Bärenreiter/Metzler, Kassel/Stuttgart u. a. 2006, ISBN 3-7618-1136-5.
- Kenneth Gloag und Nicholas Jones (Hrsg.): Michael Tippett. Cambridge 2013.
- Jean-Philippe Héberlé: Michael Tippett, ou l’expression de la dualité en mots et en notes. Paris 2006.
- David Matthews: Michael Tippett: An Introductory Study. London/Boston 1980.
- Michael Tippett: Essays zur Musik. Mainz 1996.
- Ian Kemp: Tippett. The composer and his music. London, 1984.